# 百合二重奏
《百合二重奏》是日本工畫堂工作室所發行的音樂冒險遊戲。

## 概要
《百合二重奏》的Windows版於2007年12月21日在日本地區販售，另一名稱為﹝音感訓練~甜蜜和聲~﹞，PlayStation Portable版由GungHo Works所發行，並命名為《百合二重奏 ～Sweet harmony～》（ソルフェージュ 〜Sweet harmony〜），於2008年12月18日販售。台灣的繁體中文版由松崗科技代理，於2009年7月24日販售，香港地區的繁體中文版由光譜資訊代理，將於2009年暑假販售。
2009年11月5日发售 Fan Disk《百合二重奏 ～La finale～ 》（ソルフェージュ～La finale～）

## PSP版的新增要素
PSP版與Windows版比較，有以下的新增要素：
- 音樂模式難易度降低。
- 結局將由原本的三個增加至十個。
- 大幅度新增劇情內容，以及CG。
- 新增角色，分別是上月未羽與二波織歌。
- Windows版的次要角色二條院琴美，升格成可攻略角色。
- 新增三首新曲。

## 登場人物
宮藤 神樂（配音員：榊原由依）

高屋 宿彌（配音員：高橋智秋）

優奈（配音員：高橋智秋）

幸村 千穗（配音員：伊月唯）

天野 麻理（配音員：今井麻美）

二條院 琴美（配音員：藤田咲）

垣之內 雅（配音員：今野宏美）

弗羅倫斯·M·史密斯（配音員：笹島かほる）

高屋 葵（配音員：稻田佳乃香）

上月 未羽（配音員：仁後真耶子）

二波 織歌（配音員：加藤雅美）

## 歌曲
無印
- 「Little wing」（片頭曲）
  - 主唱：宮藤神樂(榊原ゆい)
  - 作詞・作曲：榊原ゆい
  - 編曲：森まもる(Angel Note)

- 「Kaleidoscope」（高屋宿彌主題曲）
  - 主唱：宮藤神樂(榊原ゆい)
  - 作詞：榊原ゆい
  - 作曲・編曲：Kala(Angel Note)

- 「Dreamer」（優奈主題曲）
  - 主唱：宮藤神樂(榊原ゆい)
  - 作詞・作曲：榊原ゆい
  - 編曲：鶴田勇気(Angel Note)

- 「Kaleidoscope」（幸村千穗主題曲）
  - 主唱：宮藤神樂(榊原ゆい)
  - 作詞：榊原ゆい
  - 作曲：N.G.T.A.(Angel Note)
  - 編曲：Kala(Angel Note)

- 「obedience」（天野麻理主題曲）
  - 主唱：宮藤神樂(榊原ゆい)
  - 作詞：榊原ゆい
  - 作曲・編曲：不知火つばさ(Angel Note)

- 「Cross road」（片尾曲）
  - 主唱：宮藤神樂(榊原ゆい)
  - 作詞：榊原ゆい
  - 作曲・編曲：椎名俊介(Angel Note)

- 「Milk Tea」（印象曲）
  - 主唱：宮藤神樂(榊原ゆい)
  - 作詞・作曲：榊原ゆい
  - 編曲：井ノ原智(Angel Note)

Sweet harmony新增歌曲
- 「you're my dear」
  - 主唱：二条院琴美(藤田咲)
  - 作詞・作曲：中山♡マミ(Angel Note)
  - 編曲：伊福部武史(Angel Note)

- 「Aozora Melody」
  - 主唱：上月未羽(仁後真耶子)
  - 作詞：神代あみ(Angel Note)
  - 作曲・編曲：井ノ原智(Angel Note)

- 「shining」
  - 主唱：二波織歌(加藤雅美)／高屋宿彌(たかはし智秋)
  - 作詞：榊原ゆい
  - 作曲・編曲：椎名俊介(Angel Note)

La finale新增歌曲
- 「again」
  - 主唱：優奈(たかはし智秋)
  - 作詞：Riryka(Angel Note)
  - 作曲・編曲：井ノ原智(Angel Note)

- 「especially」
  - 主唱：幸村千穗(伊月ゆい)
  - 作詞：中山♡マミ(Angel Note)
  - 作曲・編曲：椎名俊介(Angel Note)

- 「Resonance」
  - 主唱：天野麻理(今井麻美)
  - 作詞：kala(Angel Note)
  - 作曲・編曲：佐々倉マコト(Angel Note)

## 相關商品
- 百合二重奏～Overture～（ソルフェージュ～Overture～）

2007年6月發售。收錄了榊原由依主唱的兩首主題曲，以及Windows版的試玩版
- 廣播劇CD 《歡迎蒞臨櫻之苑》（ドラマCD『桜の苑へようこそ』）

廣播劇CD收錄兩篇，分別是神樂、千穗、琴美登場的《親友篇》，以及宿彌、麻理、雅登場的《前輩篇》。
- 廣播劇CD season2《夏天的回憶》（ドラマCD season2『なつのおもいで』）

描寫PC版以及PSP版新增劇情的連結。
- 廣播劇CD season3《冬天的一齣戲》（ドラマCD season3『ふゆのひとこま』）

- 百合二重奏-Sweet harmony- Visual-Art Book（ソルフェージュ‐Sweet harmony‐ビジュアル・ガイドブック）

2008年12月發售。

## 外部連結
- 工畫堂工作室 百合二重奏 （页面存档备份，存于）（日語）
- PSP版 百合二重奏 〜Sweet harmony〜（日語）
- 松崗科技的介紹頁（繁體中文）